# Cúp quốc gia Scotland 1936–37
 Cúp quốc gia Scotland 1936–37 là mùa giải thứ 59 của giải đấu bóng đá loại trực tiếp uy tín nhất Scotland. Chức vô địch thuộc về Celtic khi đánh bại Aberdeen trong trận Chung kết.

## Bán kết
| Aberdeen | v | Morton |
| -------- | - | ------ |
|          |   |        |

| Celtic | v | Clyde |
| ------ | - | ----- |
|        |   |       |

## Chung kết
| Celtic                      | v | Aberdeen       |
| --------------------------- | - | -------------- |
| Johnny Crum · Willie Buchan |   | Matt Armstrong |